# In Times New Roman...
Es el octavo álbum de la banda estadounidense Queens of the Stone Age, lanzado el 16 de junio de 2023 a través de Matador Records. El álbum fue oficialmente anunciado a través de un video teaser publicado en las redes sociales de la banda y junto con el lanzamiento del sencillo “Emotion Sickness”.
In Times New Roman... marca la conclusión de una trilogía que la banda comenzó en 2013 con ...Like Clockwork y Villains.

## Grabación
El álbum fue producido enteramente por la banda, mezclado por Mark Rankin y grabado en Pink Duck Studios, estudio de Josh Homme, así como en Shangri-La, estudio actualmente propiedad de Rick Rubin.

## Lista de canciones
| N.º | Título                    | Duración |  |
| 1.  | «Obscenery»               | 4:23     |  |
| 2.  | «Paper Machete»           | 3:22     |  |
| 3.  | «Negative Space»          | 3:53     |  |
| 4.  | «Time & Place»            | 4:26     |  |
| 5.  | «Made to Parade»          | 5:18     |  |
| 6.  | «Carnavoyeur»             | 3:56     |  |
| 7.  | «What the Peephole Say»   | 4:06     |  |
| 8.  | «Sicily»                  | 4:41     |  |
| 9.  | «Emotion Sickness»        | 4:31     |  |
| 10. | «Straight Jacket Fitting» | 9:01     |  |

## Personal
Queens of the Stone Age
- Josh Homme
- Dean Fertita
- Michael Shuman
- Jon Theodore
- Troy Van Leeuwen

Músicos adicionales
- Richard Dodd – violonchelo (Pistas 1, 6, 8, 10)
- Leah Katz – viola (1, 6, 8, 10)
- Daphne Chen – violín (1, 6, 8, 10)
- Eric Gorfain – violín (1, 6, 8, 10)
- Nina McCoy – Voces adicionales (1)
- Sharetta Morgan-Harmon – Voces adicionales (1)
- Tenderlie Lavender – Voces adicionales (1)
- Matt Helders – Voces adicionales (9)

Técnicos
- Gavin Lurssen – Masterización
- Reuben Cohen – Masterización
- Mark Rankin – Mezcla
- Justin Smith – Ingeniería
- Robert Stevenson – Ingeniería
- Greg White – Asistente de ingeniería
- Davey Latter – Técnico de batería
- Salar Rajabnik – Técnico de guitarra y teclados
- Wayne Faler – Técnico de guitarra y teclados
- Matt Zivich – Técnico de guitarra
- Brendan Benson – Ingeniería adicional (4)
- David Feeny – Ingeniería adicional (10)

Visuales
- Boneface – Arte